# قدرت حقیقت
قدرت حقیقت (به هندی: Sachai Ki Taqat) فیلمی محصول سال ۱۹۸۹ و به کارگردانی تاتیننی راما رائو است. در این فیلم بازیگرانی همچون درمندرا، گوویندا، آمریتا سینگ، سونام، انوپم کهیر، شاکتی کاپور ایفای نقش کرده‌اند.